# Айн-Гхасал

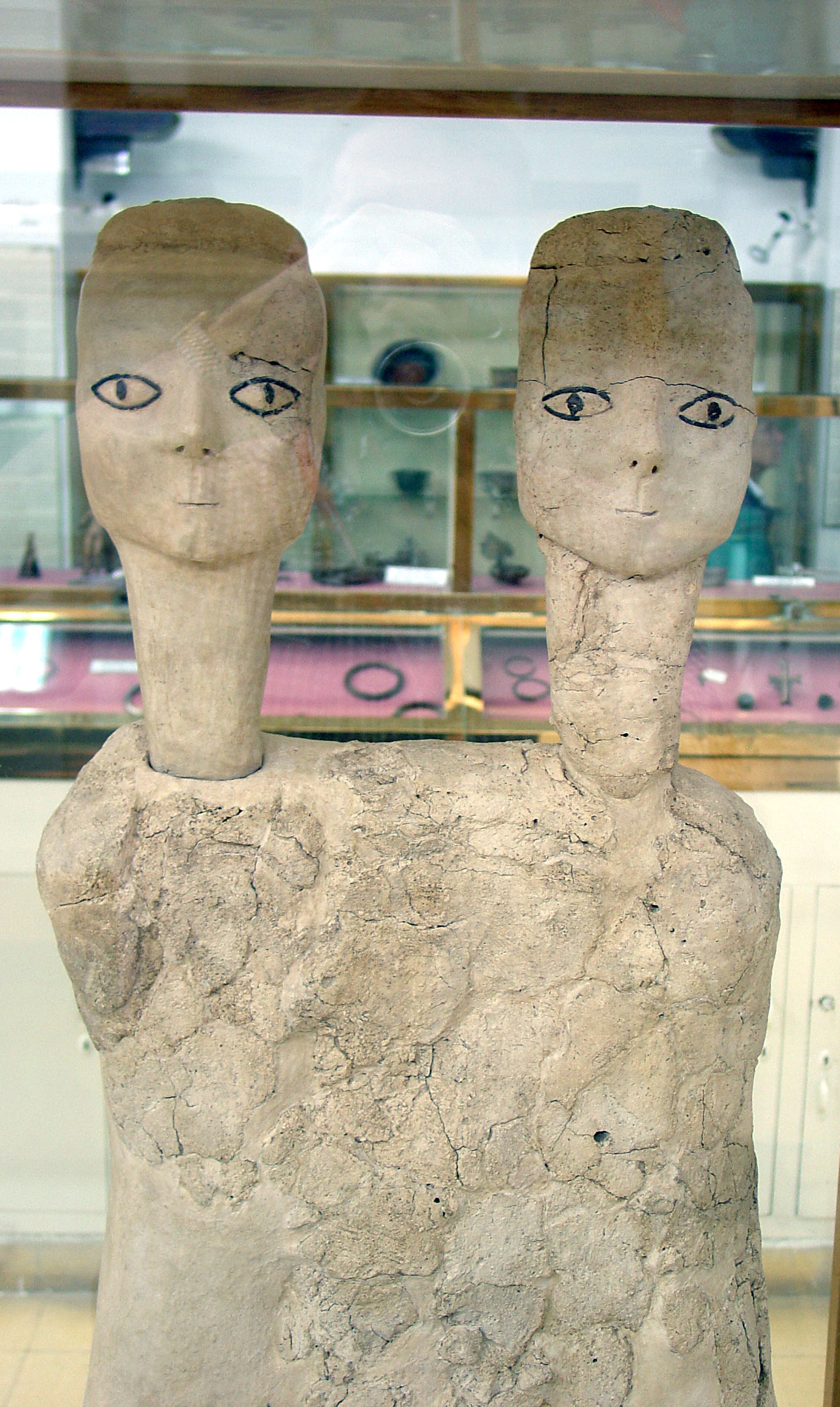
Гипсовые статуи из Айн-Гхасала

Айн-Гхаса́л (Айн-Газаль) — ранненеолитическое поселение культуры докерамического неолита B в предместьях современного Аммана. Согласно старой датировке, было населено в период 7250 — 5000 лет до н. э.; более современная калиброванная датировка удревняет этот период до 8440 — 6500 лет до н. э. Площадь — 15 га, одно из самых больших поселений эпохи неолита. Иногда поздний этап развития Айн-Гхасала классифицируют как докерамический неолит C.

## Поселение
Во времена своего расцвета (конец 8 тысячелетия до н. э.) население составляло около 3000 человек (больше, чем в городе Иерихон в ту же эпоху). После 6500 года до н. э. в течение нескольких поколений население сократилось в несколько раз, вероятно, из-за ухудшения климата.
Состоит из большого числа зданий, которые делятся на три различных района. Прямоугольные постройки из сырцового кирпича состояли из двух и более неодинаковых комнат. Стены снаружи обмазывали глиной, а изнутри — алебастром, которым покрывали и пол. Покрытие обновляли раз в несколько лет.
На расположенных поблизости полях разводили пшеницу, ячмень, бобовые, а также пасли коз. Кроме того, добывали диких оленей, газелей, ослов, кабанов, лис и зайцев.

## Культура
Часть мертвецов хоронили в фундаменте построек, остальных — в полях. Черепа мертвецов, захороненных в домах, хранили отдельно. Археологи обнаружили такие черепа в нескольких местах Палестины, Сирии и Иордании, в том числе в Айн-Гхасале. Они были покрыты гипсом, глазницы были залиты битумом, что свидетельствует о своеобразном культе предков в этих местах. Некоторые мертвецы вообще не были захоронены и попадали в мусорные кучи.
Кроме останков людей хоронили антропоморфные гипсовые статуи, которые были положены под полом особых построек, вероятно, имевших ритуальное значение. На голове статуй были изображены глаза и волосы, на теле — татуировка в виде орнамента или одежда. Для изображения глаз использовали раковины, а зрачков — битум. В селении найдено 32 таких статуи, из которых 15 в полный рост, ещё 15 — бюсты и две фрагментарно сохранившиеся головы. Три бюста имели по две головы. Одна из статуй, примерно 7 тысячелетия до н. э., изображает женщину с большими глазами, тонкими руками, выступающими коленями и тщательно вылепленными пальцами ног.

## Археологические исследования
Древнее поселение было открыто случайно при строительстве дороги в 1974 году. Раскопки начались в 1982 году и продолжались до 1989 года. В начале 1990-х годов была проведена ещё одна серия исследований.

## Палеогенетика
У обитателей Айн-Гхасала были обнаружены Y-хромосомные гаплогруппы CT, E, E1b1b1, T (xT1a1, T1a2a) и митохондриальные гаплогруппы R0a, R0a2, T1a, T1a2. У образца I1730 (4507—4246 л. н.) определили Y-хромосомную гаплогруппу J2b1-M205>J2b1a~-Y22075>J-FTA1458* и митохондриальную гаплогруппу R0a1a5*. У образца I1699 (8750—8650 л. н.) определили митохондриальную гаплогруппу R0a*.